# Abdelwahab Abdallah

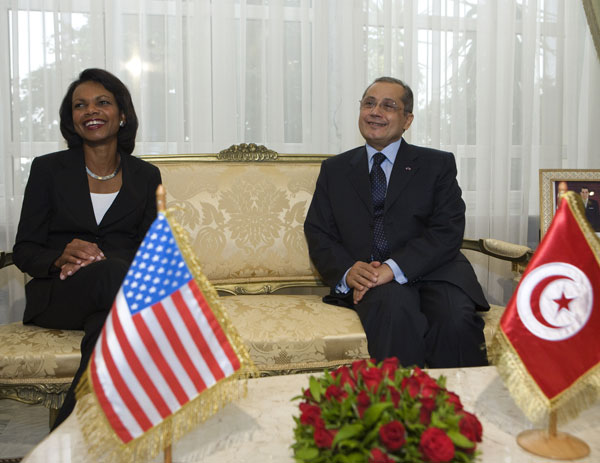
Abdelwahab Abdallah mit US-Außenministerin Condoleezza Rice bei deren Besuch in Tunis am 6. September 2008

Abdelwahab Abdallah (arabisch عبد الوهاب عبد الله, DMG ʿAbd al-Wahhāb ʿAbd Allāh; * 14. Februar 1940 in Monastir) ist ein tunesischer Diplomat und Politiker.

## Biografie
Nach dem Besuch der Grundschule in Sbeitla und des Jungengymnasiums in Sousse sowie des Lycée Alaoui in Tunis studierte er Öffentliches Recht und Politikwissenschaften an der Universität Caen (Frankreich). Nach dem Abschluss dieses Studiums mit einem Lizenziat sowie Diplomen absolvierte er ein postgraduales Studium an der Universität Paris, das er mit der Promotion zum Doktor der Rechtswissenschaften abschloss.
Anschließend war er zunächst an der Fakultät der Rechtswissenschaften der Universität Caen tätig, ehe er von 1971 an nacheinander Mitarbeiter des Instituts für Betriebswirtschaft, der Rechtswissenschaftlichen Fakultät der Universität Tunis und des Instituts für Presse und Informationswissenschaften in Tunis war. Später wurde er Mitarbeiter im Stab des Ministers für Nationale Erziehung und danach juristischer Berater des Ministers. Nach einer Tätigkeit als Attaché im Kabinett des Präsidenten der Republik wurde er Kabinettschef des Direktors des Präsidialkabinetts.
Daraufhin wurde er erst Kabinettschef des Kulturministers und danach des Informationsministers, ehe er 1979 Präsident und Generaldirektor der Gesellschaft für Druckereiwesen, Presse und Verlage sowie zugleich Direktor der Tageszeitung „La Presse de Tunisie“ wurde. Am 6. August 1986 erfolgte seine Ernennung zum Direktor der Staatlichen Presseagentur Tunis Afrique Presse.
Am 10. September 1987 wurde er schließlich selbst zum Informationsminister in das Kabinett von Premierminister Rachid Sfar berufen und übte dieses Amt auch unter Sfars Nachfolgern Zine el-Abidine Ben Ali sowie Hédi Baccouche bis Oktober 1988 aus. Während dieser Zeit kam es auch zum Sturz von Präsident Habib Bourguiba durch General Ben Ali im November 1987 (Jasminrevolte). Im Januar 1988 wurde er darüber hinaus als Kandidat der Konstitutionellen Demokratischen Sammlung (RCD) zum Mitglied der Abgeordnetenkammer (Chambre des députés) gewählt, in der er die Interessen des Wahlkreises Monastir vertrat. Im Juli 1988 wurde Abdallah außerdem Mitglied des Zentralkomitees des RCD.
Im Oktober 1988 erfolgte seine Ernennung zum Botschafter in Großbritannien. In dieser Funktion war er zugleich auch als Botschafter in Irland akkreditiert.
Nach seiner Rückkehr wurde Abdallah am 20. Dezember 1990 Ministerialrat und Sprecher von Präsident Ben Ali. Nach dreizehnjähriger Tätigkeit als Sprecher des Präsidenten gab er dieses Amt im November 2003 an Abdelaziz Ben Dhia ab, blieb jedoch weiterhin Ministerialrat und wurde zusätzlich Leiter der Abteilung für Politische und Regionale Angelegenheiten im Präsidialamt.
Am 17. August 2005 erfolgte im Rahmen einer Kabinettsumbildung seine Ernennung zum Minister für Auswärtige Angelegenheiten im Kabinett von Premierminister Mohamed Ghannouchi. Seit dem 9. März 2006 ist er darüber hinaus Mitglied des Politbüros des RCD.
Im Juli 2008 war er neben Bundesaußenminister Frank-Walter Steinmeier in Berlin Schirmherr des Festaktes für das 50-jährige Jubiläum der Deutsch-Tunesischen Beziehungen.